# On Stage (álbum de Rainbow)
On Stage é um álbum ao vivo lançado pelo Rainbow em 1977. Foi gravado durante inúmera performances na Alemanha e no Japão no fim de 1976 durante a Rising world tour.
O álbum foi gravado ao vivo na Alemanha (no Circus Krone em Munich e no Sporthalle em Cologne) e no Japão (na Arena Budokan e em Osaka) no final de 1976, durante o Rising World Tour. Muitas das faixas foram unidas em conjunto a partir de datas diferentes pelo produtor Martin Birch. Por exemplo, em "Catch the Rainbow", a música foi retirada de dois concertos no Japão em 09 e 16 de Dezembro de 1976.
Os recursos de gravação apresentam a introdução habitual para um show do Rainbow - a citação do clássico O Mágico de Oz "Toto: Eu tenho a impressão de que não estamos mais em Kansas. Devemos estar sobre o arco-íris!" com a última palavra repetida como um eco, em seguida, a banda atual toca uma frase da canção Somewhere Over the Rainbow antes de quebrar em "Kill the King".
A música "Kill the King" apareceu neste álbum sem nunca ter aparecido antes em um álbum de estúdio. A versão de estúdio pode ser encontrada no ano seguinte , em 1978 no álbum "Long Live Rock 'n' Roll". Apesar de ter sido severamente editado, com corte em momentos cruciais, como no solo de bateria de Cozy Powell em "Still I´m Sad" (que apareceu no DVD/CD Live in Munich 1977), o álbum duplo é peça requisitada pelas hordas de admiradores da banda. Também são notáveis algumas ausências no repertório, como as clássicas  "Do you close your eyes" (presente na edição deluxe), "Stargazer" e "A Light in the Black" de Rising. A última música citada foi podada do setlist dos shows, e "Stargazer" permaneceu até meados da turnê de 79.
Em 2012 foi lançada pela UMC uma edição dupla de luxo com músicas gravadas em Osaka, no Japão em 9 de Dezembro de 1976. Inclusive, uma parte da canção "Catch the Rainbow" do álbum original lançado em 77 é proveniente deste show. A bela edição, além de restaurar o som do álbum original, traz um detalhado livreto com reprodução do encarte original do vinil, com suas fotos e a extensa equipe técnica que cooperou na turnê de 1976 e na confecção do disco. A produção do colaborador de longa data de Blackmore, Martin Birch é exemplar. O álbum é considerado um dos melhores discos ao vivo lançados por uma banda de rock, e esta inserido nas intermináveis listas deste gênero junto com Live and Dangerous do Thin Lizzy , Strangers in the Night do Ufo e Live do Status Quo, dentre outros. No DVD "Live in Munich 1977", o narrador dos extras comenta que era comum que as plateias da banda ficassem totalmente imersas na performance de Blackmore, em um estado de concentração e silencio totais, com a atenção voltada diretamente para a eximia técnica do guitarrista que usava e abusava de uma extensa palheta de tons e afinações.
A edição deluxe traz no disco 01 o álbum na integra, e no disco dois traz as músicas "Kill The King", "Mistreated", "Sixteenth Century Greensleves", "Catch the Rainbow", "Man on the Silver Mountain"/Blues"/"Starstruck" e "Do you Close your Eyes".

## Faixas

### Lado 1
1. "Kill the King" (Ronnie James Dio, Ritchie Blackmore, Cozy Powell) – 5:32
2. "Medley: "Man on the Silver Mountain" (Dio, Blackmore)/ "Blues" (Blackmore)/ "Starstruck" (Dio, Blackmore) – 11:12
3. "Blues" (Blackmore) (Vinyl)
4. "Starstruck" (Blackmore/Dio) (Vinyl)

### Lado 2
1. "Catch the Rainbow" (Dio, Blackmore) – 15:35

### Lado 3
1. "Mistreated" (David Coverdale, Blackmore) – 13:03

### Lado 4
1. "Sixteenth Century Greensleeves" (Dio, Blackmore) – 7:36
2. "Still I'm Sad" (Paul Samwell-Smith, Jim McCarty) – 11:01

## Singles
- 1977 - Kill The King / Man On the Silver Mountain (editado) / Mistreated (editado)

Esse single também foi re-lançado na Inglaterra em julho de 1981.

## Componentes
- Ronnie James Dio – Vocais
- Ritchie Blackmore – Guitarra
- Tony Carey – Teclado, Orchestron[1]
- Jimmy Bain – Baixo
- Cozy Powell – Bateria

## Desempenho nas paradas
| Ano  | Parada musical                | Posição |
| ---- | ----------------------------- | ------- |
| 1977 | UK Albums Chart               | 7       |
| 1977 | Austrian Albums Charts        | 15      |
| 1977 | GfK Dutch Charts              | 17      |
| 1977 | Swedish Albums Chart          | 25      |
| 1977 | German Albums Chart           | 28      |
| 1977 | New Zealand Albums Charts     | 29      |
| 1977 | Billboard 200 (USA)           | 65      |
| 2013 | Oricon Japanese Albums Charts | 69      |

| Ano  | Titulo          | Parada musical   | Posição |
| ---- | --------------- | ---------------- | ------- |
| 1977 | "Kill the King" | UK Singles Chart | 44      |

## Certificações
| País | Organização | Ano  | Vendas          |
| UK   | BPI         | 1977 | Prata(+ 60.000) |